# Spéculation immobilière
Une spéculation immobilière est une opération économique sur un bien immobilier, motivée par l'augmentation attendue de sa valeur. Dans le langage courant, c'est une expression péjorative, relative à des opérations présentées comme abusivement profitables car réalisées pour un prix inférieur au prix « normal » du marché, par des opérateurs (promoteur immobilier, agent immobilier, particulier, financeur, responsable politique…) dont la participation au bien commun est implicitement ou explicitement mise en doute.
En règle générale, le terme de spéculation immobilière ne concerne qu’un secteur restreint du marché (une ville, un quartier, une zone commerciale, un grand projet immobilier…), pour lequel des fortes variations de valeurs sont prévisibles ; ces circonstances sont le plus souvent sous l'influence des politiques (zonage rendant constructible ou inconstructible, réalisation de route ou réseau de transport en commun, voire attribution discrétionnaire d'un marché public ou d'un permis de construire, etc.), mais peuvent également se produire du fait de décision purement privées (l’installation d’une entreprise pourvoyeuse d’emplois par exemple).
On parle de bulle immobilière lorsque l’ensemble des prix du marché immobilier est en forte hausse sans lien avec l'évolution de la valeur des biens sous-jacents et que la spéculation est générale.
Le marché immobilier est en effet segmenté en multiples sous-marchés qui ont leurs caractéristiques propres, en matière d’élasticité de l'offre (c’est-à-dire du nombre d’agents prêts à vendre leur bien immobilier en cas de hausse des prix) et d’élasticité de la demande. Plus les conditions de marché s’éloignent des conditions de concurrence pure et parfaite, plus il devient possible qu’une spéculation immobilière ait lieu.

## Exemples historiques: Paris

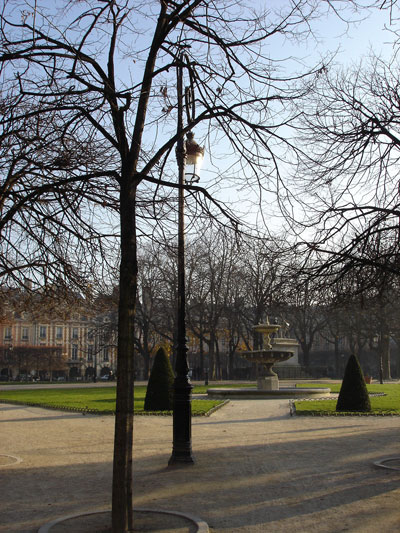
Place des Vosges

La spéculation immobilière eut dans l'histoire des liens avec la spéculation boursière, par exemple lors du grand krach de Vienne en 1873. À l'époque moderne, la spéculation a été le moteur de l’embellissement urbain, affirment certains, de la crise du logement, soulignent d'autres. De ce fait, les aménagements urbains, les lotissements, ne coûtaient rien à l'État, étant financés par les spéculateurs. La ville de Paris en est un exemple parmi d'autres, décrié par Victor Hugo en ces termes :

« Quels que soient les droits de la propriété, la destruction d’un édifice historique et monumental ne doit pas être permise à ces ignobles spéculateurs que leur intérêt aveugle sur leur honneur ; misérables hommes, et si imbéciles qu’ils ne comprennent même pas qu’ils sont des barbares ! Il y a deux choses dans un édifice : son usage et sa beauté. Son usage appartient au propriétaire, sa beauté à tout le monde, à vous, à moi, à nous tous. Donc, le détruire c’est dépasser son droit. »

— Victor Hugo, Note sur la destruction des monuments, qu'il cite à nouveau dans Guerre aux démolisseurs, in la Revue des deux Mondes, 1832
- La place des Vosges, construite sur le terrain des jardins de l'ancien hôtel des Tournelles qui appartenait à la couronne ; c'est à Maximilien de Béthune, duc de Sully, le ministre d'Henri IV, que fut confiée la tâche de la lotir, de la faire construire et de la revendre.
- La place Vendôme, construite sur le terrain de l'hôtel Vendôme par Jules Hardouin-Mansart et Germain Boffrand et financée par un groupement de six spéculateurs (le fermier général Alexandre Lhuilier, le trésorier de l'extraordinaire des guerres Jean de Sauvion, le receveur général des finances Moïse Fontanieu, Nicolas-Jérôme Herlaut, l'architecte Pierre Bullet et l'avocat Mathurin Besnier). Une fois les façades édifiées, les terrains furent revendus à des particuliers pour qu'ils construisent le reste des bâtiments[1].
- Le lotissement autour du théâtre de l'Odéon sur le terrain du jardin de l'hôtel du Prince de Condé par les architectes Peyre et De Wailly.

Après la Révolution de 1789, le même phénomène s'est poursuivi, l'État français s'est mis à coordonner la spéculation, avec le Plan des Artistes, réalisé en 1795, qui recense les rues autorisées à la spéculation, le projet étant vendu avec le terrain. Il a commencé à spéculer, et a mis en place dès 1810 l'expropriation pour cause d'utilité publique, qui lui permet d'acheter les terrains :
- La rue de Rivoli, projetée sous le Premier Empire par les architectes Percier et Fontaine.
- Sous le Second Empire, les transformations de Paris sont réalisées comme suit : l'État engage des frais lors de l'expropriation, effectue un lotissement, et revend avec plus-value les parcelles à bâtir.